# Свети Георги (Крецово)
Вижте пояснителната страница за други значения на Свети Георги.
„Свети Георги“ (на гръцки: Αγίου Γεωργίου) е възрожденска православна църква в кукушкото село Крецово (Хориги), Гърция, част от Поленинската и Кукушка епархия. Църквата е изградена в 1814 година според надписа над южната врата. Представлява трикорабна базилика, за чийто строеж е употребен материал от по-стара сграда. В църквата е добре запазен дървен иконостас от 1820 година и владишкия трон от 1828 година.
Църквата е обявена за исторически паметник на 15 февруари 1985 година.